# Eddie Clarke
Edward Clarke, meglio conosciuto come "Fast" Eddie Clarke (Twickenham, 5 ottobre 1950 – Londra, 10 gennaio 2018), è stato un chitarrista britannico che ha militato in band come Motörhead e Fastway.

## Biografia

### Gli inizi
Nato il 5 ottobre 1950, Eddie cominciò a suonare la chitarra da molto giovane nella sua città, Twickenham, in Inghilterra, Regno Unito. All'età di quindici anni iniziò ad esibirsi in alcune band locali come i The Bitter End; questo fino al 1973, quando diventò un chitarrista professionista facendo parte della band di Curtis Knight chiamata Zeus. Nel 1974 essi pubblicarono un album intitolato The Second Coming, registrato agli Olimpic Studios.
Clarke inoltre registrò l'album Sea of Time con gli Zeus, l'amico chitarrista Allan Callan, il tastierista Nicky Hogarth e il batterista Chris Perry. In seguito partecipò ad una registrazione ai Command Studios di Piccadilly. Come risultato le tracce registrate finirono sotto l'etichetta Anchor Records, con la quale il quartetto firmò un contratto chiamando la nuova band Blue Goose. Appena dopo il contratto Clarke, Hogarth e Perry abbandonarono Zeus in favore di Alan Callan.
Però dopo una furiosa lite tra Callan e Clarke, Eddie venne buttato fuori dal gruppo. Poco dopo gli venne chiesto di ritornare con i Blue Goose, ma il chitarrista rifiutò. Il gruppo pubblicò il suo omonimo album nel 1974 per la Anchor Records. Tra le tracce da notare anche Over The Top, scritta da Clarke-Hogarth-Perry, da non confondersi con l'omonima e più tarda canzone dei Motörhead.
In seguito Clarke decise di formare un'altra band comprendente il bassista dei Be Bop Deluxe, Charlie Tumalhi, il cantante Ann McCluskie e il batterista Jim Thompson. La band venne chiamata Continuous Performance, ma questa formazione durò solo fino al 1975. Infatti la band si sciolse quasi subito, non riuscendo a trovare un contratto con una casa discografica di successo.
Clarke formò anche un'altra band con Nicky Hogarth dei Blue Goose, il bassista Tony Cussons e il batterista Terry Slater. Anche questa però non durò molto a lungo.

### Motörhead

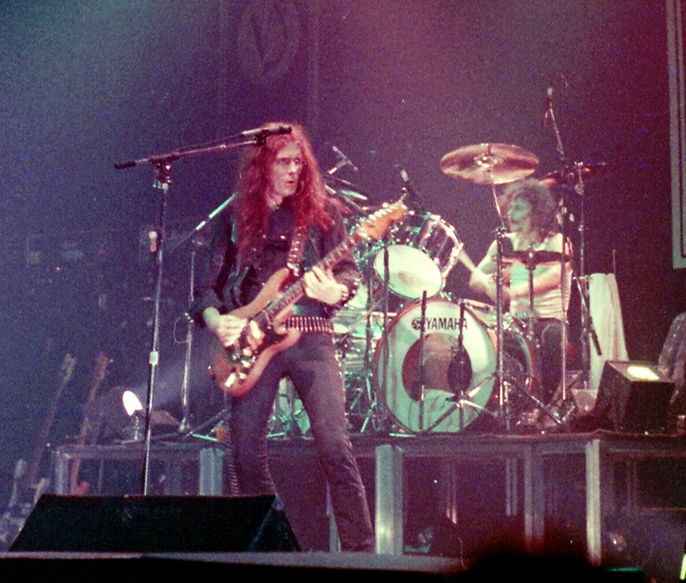
"Fast" Eddie con i Motörhead nel 1982

Clarke, lavorando in una casa galleggiante, venne a conoscenza del batterista Phil Taylor, da poco tempo nei Motörhead, che lo presentò immediatamente al leader Lemmy Kilmister, il quale lo accettò come nuovo chitarrista della band. La loro formazione è considerata da molti quella classica; per il gruppo londinese, infatti, poco dopo si trattò di una continua sequenza di successi, grazie anche ad album come Overkill, Bomber, Ace of Spades e Iron Fist. Da notare anche il disco dal vivo No Sleep 'til Hammersmith', che nel 1981 raggiunse la posizione numero 1 nelle classifiche britanniche.
Si è inoltre messo nelle veci del cantante su due tracce della band, Step Down e Beer Drinkers and Hell Raisers.
Clarke abbandonò i Motorhead nel 1982, durante il loro secondo tour statunitense. Le cause principali furono le vendite dell'album Iron Fist, ma soprattutto l'EP con i Plasmatics Stand by Your Man; Eddie pensava infatti che questo avrebbe cambiato molto l'immagine della band.
Egli fu sostituito dall'ex Thin Lizzy Brian Robertson e tenne il suo ultimo concerto con la band il 14 maggio 1982.
Successivamente continuò a collaborare con Lemmy e soci per alcune canzoni, per esempio dell'album Another Perfect Day e nel 1993 per la canzone I'm The Man dell'album Bastards.

### Fastway
Avendo saputo che Pete Way, bassista degli UFO, aveva intenzione di lasciare la band, Way e Clarke vennero a contatto decidendo alla fine di formare una nuova band, i Fastway, che era la fusione dei loro nomi. Intanto, cercavano un cantante e un batterista da assemblare nel gruppo. I risultati positivi arrivarono e alla fine la band scelse come cantante Dave King e come batterista Jerry Shirley, ex Humble Pie.
La band spedì i nastri di un demo registrato precedentemente alla CBS, sperando in un contratto; intanto Pete Way fu costretto ad abbandonare il gruppo a causa di alcuni vincoli imposti dall'etichetta, ma verrà contattato in seguito da Ozzy Osbourne.
La band, dopo un paio di buoni album, decide però di sciogliersi, per poi riunirsi su iniziativa di Clarke nel 1986, anno in cui uscì l'album Waiting for the Roar.
Successivamente, i Fastway si esibirono in tour negli Stati Uniti in supporto agli AC/DC, pubblicando queste performance live nell'album dal vivo del 1992 Say What You Will - Live; parteciparono anche alla colonna sonora del film Trick or Treat, noto in Italia come Morte a 33 Giri.

### Eventi successivi e recenti
Intanto, Clarke ritornò a Londra, dove conobbe Lea Hart, artista solista del periodo. Insieme a lui e ad altri musicisti registrò l'album On Target usando ancora come nome Fastway.
Il nuovo gruppo di Clarke consisteva tra l'altro anche in Riff Raff (batteria, tastiere e basso) e in alcuni membri delle Girlschool. Dopo la produzione di due album, però, la collaborazione tra Clarke e Hart ebbe fine.
Gli anni di eccesso estremo nei Motörhead cominciarono a farsi sentire e Clarke fu ricoverato d'urgenza all'ospedale. Dopo aver recuperato pienamente, Fast Eddie registrò il suo primo album solista, It Ain't Over Till It's Over, che è un miscuglio di hard rock e heavy metal che fa venire in mente i suoi ex gruppi Motörhead e Fastway; il disco registrò anche la partecipazione di Lemmy Kilmister nel brano Laugh at the Devil.
Il 10 gennaio 2018 Clarke morì in un ospedale di Londra, dove era stato ricoverato per una polmonite.

## Discografia

### Solista
- 1993 - It Ain't Over Till It's Over

### Con i Fastway

#### Album in studio
- 1983 - Fastway, numero 43 nel Regno Unito, numero 31 negli Stati Uniti
- 1984 - All Fired Up, numero 59 negli Stati Uniti
- 1986 - Waiting for the Roar
- 1986 - Trick or Treat, numero 156 negli Stati Uniti, colonna sonora
- 1988 - On Target, numero 135 negli Stati Uniti
- 1990 - Bad Bad Girls
- 1997 - On Target Reworked
- 2011 - Eat Dog, Eat

#### Album dal vivo
- 1991 - Say What You Will

#### Raccolte
- 2001 - The Collection
- 2003 - Fastway/All Fired Up
- 2005 - Waiting for the Roar

### Con i Motörhead
- 1977 - Motörhead
- 1979 - Overkill
- 1979 - Bomber
- 1980 - Ace of Spades
- 1981 - No Sleep 'til Hammersmith
- 1982 - Iron Fist

### Altri album
- 1974 - Curtis Knight and Zeus - The Second Coming
- 1974 - Curtis Knight and Zeus - Sea of Time
- 1988 - On Target - On Target
- 1990 - On Target - 1990
- 1992 - On Target - On Target/Bad, Bad Girls
- 1993 - The Muggers - The Muggers Tapes

### Singoli
- 1974 - Curtis Knight and Zeus - Devil Made Me Do It/Oh Rainbow
- 1974 - Curtis Knight and Zeus - People, Places and Things/Mysterious Lady
- 1983 - Fastway - Easy Livin'/Say What You Will
- 1983 - Fastway - Easy Livin'/Say What You Will/Far, Far from Home

### Apparizioni speciali
- 1982 - Twisted Sister - Under the Blade (traccia Tear It Loose)
- 2000 - Necropolis End of the Line (traccia A Taste for Killing).
- 2001 - ZZ Top Tribute Album, Gimme All Your Top (traccia If I Could Only Flag Her Down).
- 2003 - Chinchilla Madtropolis (traccia When the Sand Darkens the Sun).